# Fi Van Hoof
Wilfried (Fi) Vanhoof (ook Van Hoof, 3 juli 1941) is een voormalig voetballer uit België en nu sportief directeur bij KV Mechelen.

## Carrière

### Jaren 60
Fi Van Hoof bracht bijna zijn hele voetbalcarrière door bij KV Mechelen. Op 11-jarige leeftijd sloot hij zich aan bij de jeugd van Mechelen, later stootte hij door tot het eerste elftal. Gedurende de jaren 60 wisselde KV Mechelen tussen Eerste en Tweede Klasse. Een hoogtepunt was ongetwijfeld de zesde plaats in 1965/66 en een jaar later de finale van de Beker van België. In die finale verloor Malinois van Standard Luik na verlengingen.
In 1969/70 degradeerde Mechelen naar Tweede Klasse. Na twee jaar slaagde de club er in om vicekampioen te worden en de promotie af te dwingen. Dat jaar stopte Van Hoof met voetballen.

### Jaren 70
Meteen na de stopzetting van zijn spelersloopbaan werd Van Hoof jeugdtrainer bij KV Mechelen. Tot 1976 ontfermde hij zich over de jongeren van de club. Nadien werd hij trainer bij FC Tremelo, waar hij twee seizoenen verbleef. Hij keerde dan terug naar Mechelen, maar niet naar KV. Hij werd de coach van Sporting Mechelen voor een periode van twee jaar. In 1980 keerde hij dan toch terug naar KV Mechelen.

### Jaren 80
In de jaren 80 raakte Van Hoof bekend als de assistent van coach Aad de Mos. Het trainersduo begeleidde de club toen door de meest succesvolle periode uit de geschiedenis van KV Mechelen. Spelers als Eli Ohana, Michel Preud'homme, Piet den Boer, Marc Emmers en Lei Clijsters droegen toen het shirt van Malinois. Dat leidde tot Bekerwinst in 1987 en een jaar later tot eindwinst in de Europacup II en de Europese Supercup. In 1989 veroverden Van Hoof en De Mos ook nog de landstitel.

### Jaren 90
Nadien volgde er een leegloop. Spelers trokken naar buitenlandse clubs en werden aangetrokken door rechtstreekse concurrent RSC Anderlecht. Zo verhuisde ook De Mos in die tijd naar Anderlecht. Van Hoof bleef en zag hoe het bestuur opnieuw voor een Nederlandse coach koos: Ruud Krol. Maar de resultaten vielen tegen en Van Hoof nam in de loop van het seizoen de taken van Krol over. Georges Leekens werd in 1991/92 aangeduid als trainer, maar een jaar later was het terug de beurt aan Van Hoof. Toen Walter Meeuws hem opvolgde belandde Van Hoof bij KSC Lokeren.
Voor het eerst in 43 jaar verliet Van Hoof zijn KV Mechelen. Hij werd in Tweede Klasse de nieuwe coach van Lokeren. Met een kern die beschikte over spelers als Elos Elonga-Ekakia en Rudi Cossey werd hij kampioen en promoveerde hij. Ook in de hoogste afdeling blijf hij aan het roer. Maar tijdens het seizoen 1997/98 werd hij vervangen door Willy Reynders, die destijds bij Mechelen de assistent was van Meeuws.

### "Red KV Mechelen"
Van Hoof keerde terug naar Mechelen, toen uitgegroeid tot een liftploeg. Willy Van den Wijngaert was er toen de nieuwe voorzitter. Tijdens het seizoen 2001/02 werd Van Hoof zelf terug even hoofdtrainer, toen Barry Hulshoff ontslagen werd. Maar de club verkeerde nadien in financiële problemen en leek op een gegeven moment volledig te verdwijnen. Samen met oud-speler Piet den Boer en tv-persoonlijkheid Mark Uytterhoeven probeerde Van Hoof de club te redden. Er werd voldoende geld ingezameld om de club in leven te houden. In 2007 keerde KV Mechelen terug naar de hoogste afdeling.
Trainer Peter Maes, die de club terug naar Eerste had geleid, trok in mei 2010 naar KSC Lokeren. Ook Fi Van Hoof werd benaderd om als sportief directeur over te stappen naar Lokeren, waar hij dus in het verleden zelf nog trainer was.